# 131 T Est 32001 à 32050

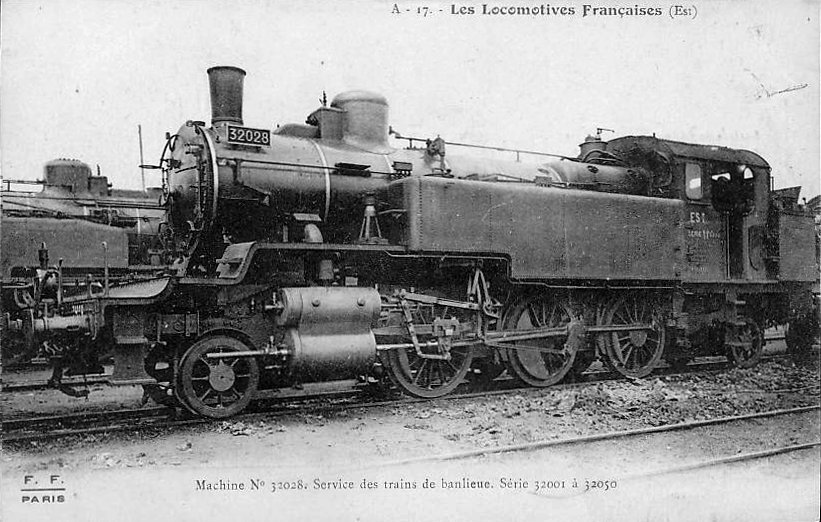
Locomotive-tender 131 T Est 32028 (série 32001 à 32050, futures 131 TB 1 à 50 de la SNCF).

Les Prairies série 11s numéros 32 001 à 32 050 sont des locomotives à vapeur construites pour le compte de la Compagnie des chemins de fer de l'Est sous l'impulsion de son ingénieur en chef Émile Duchâtel.

## Genèse
Ces machines sont nées du désir d'améliorer les conditions de traction sur la ligne de Vincennes. 
En effet jusqu'à la sortie de ces locomotives la traction des trains était assurée par le reliquat des machines de type : 
- 031 T Est 613 à 742 Série 8 (futures : 1-031 TA 613 à 742) ;
- 131 T Est V 613 à V 666 Série 8 (futures : 131 TA 613 à 637 et 647 à 666).

Émile Duchâtel fit reprendre la chaudière montée sur les 130 Est 30 254 à 30 766, dont le fonctionnement, l'entretien et la conduite étaient jugés très bon, sur un nouveau châssis et cela se fit sans la construction d'un prototype.
Deux constructeurs se partagèrent le marché avec :
- les Ateliers de construction du Nord de la France situés à Blanc-Misseron pour les 32 001 à 32 025 avec une livraison d'avril à octobre 1925 ;
- la société Fives-Lille pour les 32 026 à 32 050 avec une livraison de mai à septembre 1925.

Elles partageaient un air de famille avec les 141 T Est 4401 à 4512 Série 11s (futures : 1-141 TB 401 à 512).

## Description
Ces machines disposaient d'un moteur à deux cylindres à simple expansion et la distribution était du type « Walschaerts ». Le foyer était un foyer de type « Belpaire » et l'échappement était du type « Nord » à cône mobile qui fut remplacé par la suite par un de type « PLM » à trèfle variable. Ces machines étaient équipées d'un chauffage par l'avant et par l'arrière. Les essieux porteurs avant et arrière étaient traités en bissel de type « Est » avec un déplacement latéral de ± 115 mm. Seuls les essieux moteurs étaient freinés.

## Utilisation et services
Les deux premières machines du lot construit par les Ateliers de construction du Nord de la France furent livrées au dépôt de Paris-la Villette et après vérification des essais les suivantes furent livrées aux dépôts de La Ferté-Milon pour les 23 suivantes et de Nogent-Vincennes pour les 18 autres. Le lot construit par la société Fives-Lille fut réparti entre les dépôts de Paris-la Villette pour 4 exemplaires et de La Ferté-Milon pour le reste. Cependant tout le premier lot se vit regroupé dès la fin de 1924 au seul dépôt de Nogent-Vincennes.
Ces machines firent montre d'indéniables qualités d'accélération et d'une excellente liberté d'allure qui précipitèrent la fin des anciennes séries et autorisa la mise en service de voitures plus lourdes. Les locomotives affectées à Nogent desservaient les lignes vers Boissy, Fontenay-sous-Bois, Joinville, Verneuil-l'Étang, Brie-Comte-Robert et Vincennes, celles de La Ferté-Milon desservaient les lignes vers Paris et Reims et assuraient en plus un service de desserte marchandise, quant à celles Paris-la Villette elles assuraient un service léger vers Meaux et Gretz.
En 1928 la 32 045 partit sur le réseau de la Compagnie des chemins de fer du Nord pour des essais en vue de la fabrication de locomotives de banlieue par ladite compagnie. La Compagnie des chemins de fer de l'Est fit aussi des essais en poussant la 32 004 jusqu'à 120 km/h sans que la machine en ait eu à souffrir. La Compagnie très fière de ces machines envoya la 32 030 à l'Exposition Internationale de Liège en 1930.
Comme d'autres séries de machines, et comme les autres Compagnies, il fut fait des essais de distribution, ainsi la 32 014 reçut en décembre 1930 une distribution de type « Dabeg » à cames rotatives et la 32 044 une distribution de type « Caprotti » en mars 1931.
À la formation de la SNCF, en 1938, la série fut réimmatriculée : 1-131 TB 1 à 50. Durant la Seconde Guerre mondiale l'effectif se vit dispersé aux quatre coins du pays. Les deux machines avec des distributions différentes perdirent celles-ci en avril 1940 pour la 1-131 TB 14 et en décembre 1943 pour la 1-131 TB 44 par suite du manque de pièces détachées. En avril 1944 la 1-131 TB 48 fut détruite lors d'un bombardement et fut radiée après récupération de pièces. Au sortir de la guerre les machines se retrouvèrent affectées à Nogent-Vincennes pour 35 locomotives. Quelques machines furent affectées aux dépôts de Noisy-le-Sec, Vaires, Reims, Château-Thierry, Lumes, Blainville, Troyes, Chalindrey, Chaumont, Saint-Dié, Épinal, Mohon et Belfort.
En 1948 les Voitures ex-DRG « Bastille » remplacèrent les fameuses voitures Bidel après un essai avec 2 rames de voitures Talbot prêtées par la région Ouest. C'est aussi à partir de cette date que certaines locomotives bénéficièrent d'une rehausse à combustible soudée permettant l'emport de 4 t de charbon et que la série connut des affectations de plus en plus éloignées de la capitale et un service de plus en plus varié.
En 1954 intervient la première radiation avec la 1-131 TB 22. En 1955 ce fut le tour des 1-131 TB 3, 19,21,30 et 38 qui s'éteignirent et à partir de 1960 la venue des 1-141 TB 401 à 512 précipita le déclin de la série.
Toutefois en 1962 le dernier carré de machines valide, à savoir les 1-131 TB 9, 16, 25, 29, 31, 32 et 46 fut mis à la disposition des CFTA pour la desserte de la ligne Longueville-Esternay. Mais là aussi intervint la concurrence des 1-141 TB 401 à 512 avec leur venue en 1969 à la suite de l'arrivée des locomotives diesel.
Les 1-131 TB 9, 16, 29, et 31 furent les dernières de la série à être réformées en 1969 et firent un garage prolongé sous la rotonde du dépôt de Noisy-le-Sec. 

## Préservation
Parmi ces machines la 1-131 TB 31 a été préservée en étant remise au type d'origine et est aujourd'hui exposée à la Cité du train de Mulhouse.

## Caractéristiques
- Pression de la chaudière : 13 kg/cm2
- Surface de grille: 2,06 m2
- Surface de chauffe : 106,60 m2
- Surface de surchauffe : de 28,90 à 39,20 m2
- Diamètre et course des cylindres : 510 × 660 mm
- Diamètre des roues motrices : 1 420 mm
- Diamètre des roues des bissels : 920 mm
- Capacité des soutes à eau : 7,6 m3
- Capacité de la soute à charbon : 3,5 t
- Masse à vide : 62,561 t
- Masse en ordre de marche : 77,461 t
- Masse adhérente : 47,67 t
- Longueur hors tout : 13,9 m
- Vitesse maximale en service : 90 km/h

## Modélisme
Ces locomotives furent reproduites en modèle réduit à l'échelle HO par la firme Hornby acHO et par Trans-Europ sous forme de kit en laiton.